# Jenangan (Kwadungan)
Jenangan is een bestuurslaag in het regentschap Ngawi van de provincie Oost-Java, Indonesië. Jenangan telt 1755 inwoners (volkstelling 2010).